# 沙普蘇格水庫

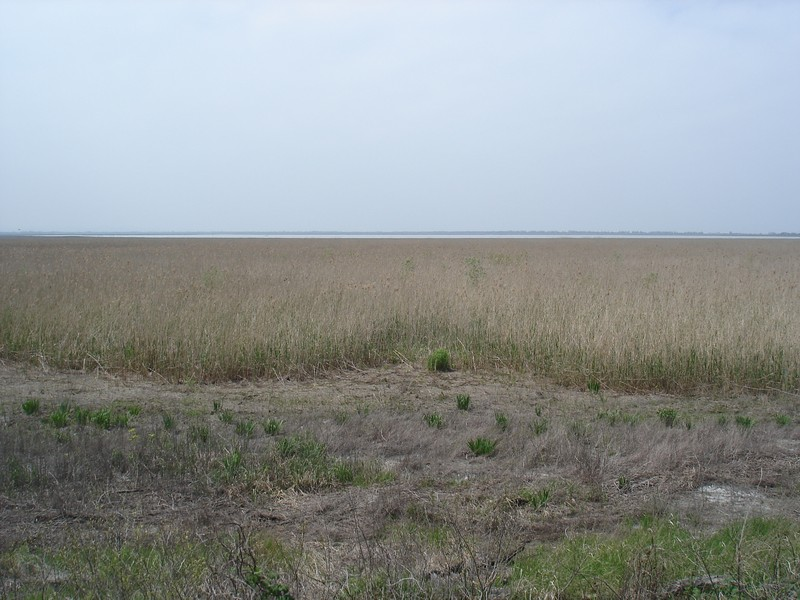

沙普蘇格水庫是俄羅斯的水庫，由阿迪格共和國負責管轄，位於庫班河的河道上，落成於1952年，長9公里、寬8公里，面積46平方公里，平均水深3.5米。